# Керченская Александровская мужская гимназия
Керченская мужская прогимназия, с 1865 года Керченская Александровская мужская казённая гимназия — среднее мужское казённое учебное заведение. Вторая по дате основания гимназия в Таврической губернии. Функционировала с 1863 по 1920 год.

## История
В 1829 году в Керчи было открыто уездное училище, которое просуществовало до 1863 года. Оно было преобразовано по решению Совета Одесского учебного округа от 27 ноября 1863 года; открыта как прогимназия была 6 декабря 1863 года, в день святителя Николая. При открытии гимназии было 60 учеников, а к концу учебного года их было уже 120. Первым директором гимназии стал Виктор Гаврилович Варенцов.
В первый год открытия гимназия состояла из 3-х классов. В 1864 году были открыты 4-й и 5-й классы, а также подготовительный класс. В 1866/67 учебном году гимназия уже имела 7 классов, а в 1871/72 учебном году открыт 8-й класс. С 1 августа 1865 года Керченская гимназия получила статус реальной, что не позволяло её выпускникам поступать в университеты, и по просьбе городской думы с 16 ноября 1865 года она была преобразована в классическую.
В 1870—1871 годах при расширении здания внутри его была устроена гимназическая церковь в честь святителя Николая Чудотворца на деньги почетного попечителя гимназии П. И. Канунникова.
В 1895 году рядом с гимназией было построено здание новой церкви с двумя престолами в честь Благовещения Пресвятой Богородицы и святителя Николая Чудотворца. Её посещали как воспитанники мужской Александровской гимназии, так и воспитанницы Романовской женской гимназии, находившейся на Дворянской улице (ныне ул. Театральная, д. 34).
К началу XX века число учащихся Александровской мужской гимназии достигло 300 человек.
В 1914—1915 учебном году гимназия имела 367 учеников. Годовой бюджет составлял 63006 рублей, из них 41551 рублей от казначейства. Плата за обучение 60 рублей.
После гражданской войны в здании гимназии разместилась школа им. Желябова. Здание гимназии просуществовало до 1968 года; теперь на её месте по улице Кирова (бывшая — Строгановская) — сквер.

## Директора
- 1863—1864: Виктор Гаврилович Варенцов
- 11.02.1866—1876: Матвей Иванович Падрен-де-Карне
- 1876—1879: Даль Владимир Никитович
- 29.03.1880—1883: Фёдор Леонтьевич Брамсон
- 02.09.1883—1890: Александр Лукич Громачевский
- 01.08.1890—1905: Пётр Самуилович Яблонский
- 13.08.1905—1907: Василий Михайлович Гудков
- 01.10.1907—1912: Арнольд Людвигович Петри
- 06.09.1912—1917: Владимир Дмитриевич Новопашенный

## Выпускники
- Бершадский, Сергей Александрович (1863—1868, с золотой медалью)
- Желябов, Андрей Иванович (1869, с серебряной медалью)
- Тригони, Михаил Николаевич (1869)
- Тихомиров, Лев Александрович (1870, с золотой медалью)
- Гервасий Иван Антонович (1876)
- Грамматикати, Иван Николаевич (1876).
- Холева, Николай Иосифович (1877)
- Даль, Николай Владимирович (1877-78?)
- Андрусов, Николай Иванович (1880)
- Липа, Иван Львович (1888) украинский общественный деятель, писатель
- Хвостов, Вениамин Михайлович (1889, с золотой медалью)
- Хвостов, Михаил Михайлович (историк) (1891, с золотой медалью)
- Славинский Николай Васильевич (1899)[3]
- Куклярский, Фёдор Фёдорович (1906)
- Терапиано, Юрий Константинович (1911)
- Шенгели, Георгий Аркадьевич (1914)
- Векшинский, Сергей Аркадьевич (1914?)